# تشارلز داونينج لاي
تشارلز داونينج لاي (بالإنجليزية: Charles Downing Lay)‏ هو مهندس المناظر الطبيعية ورسام أمريكي، ولد في 3 سبتمبر 1877، وتوفي في 15 فبراير 1956.

## وصلات خارجية
- تشارلز داونينج لاي على موقع أوليمبيديا (الإنجليزية)